# 메르세데스-벤츠 O 302
메르세데스-벤츠 O 302(Mercedes-Benz O 302)은 메르세데스-벤츠 O 321의 후속 모델이며, 본국인 독일에서는 1965년부터 1974년까지 9년간 풀 모델 체인지 없이 생산되었고, 대한민국에서는 1969년부터 1972년 11월까지 완제품으로 수입해 오다가 박정희 정부에서 완제품 버스 수입 금지정책을 시행하여 현대자동차에서 1972년 11월부터 1976년 11월까지 이 차종을 면허 생산하였다.
전후륜휠은 영국식인 10홀 10핀 형식이며, 현대자동차에서 생산한 차종은 경쟁사인 아시아자동차의 아시아 B905N이 8기통인 8DC2 엔진(260마력)을 장착한 것을 의식하여 마찬가지로 8기통 엔진을 장착하였다.
대한민국에서는 이 차종이 경쟁사 대비 성능이 우수하였으나 차량 단가가 매우 비쌌고 유지비 또한 비쌌기 때문에 아시아자동차(現 기아자동차)의 B905N에 비하여 판매량이 적었다. 그럼에도 불구하고 1군 고속버스 업체 중에서 광주고속(現 금호고속), 중앙고속, 한진고속(現 동양고속에 인수됨), 천일고속, 한일고속, 한남고속 등 많은 업체들이 출고하였으며, 광주고속과 중앙고속, 한진고속의 경우는 후속 차량인 O 303도 출고하기에 이른다.
메르세데스-벤츠에서는 1974년에 단종되어 O 303가 후속 차종으로 계승되었으며, 대한민국에서도 1976년 11월부터 1979년 6월까지 이 차종의 후속 차종이 되는 O 303을 현대자동차에서 면허 생산했다.